# یواس‌اس میسیسینوا (ای‌او-۱۴۴)
یواس‌اس میسیسینوا (ای‌او-۱۴۴) (به انگلیسی: USS Mississinewa (AO-144)) یک کشتی بود که طول آن ۶۵۵ فوت (۲۰۰ متر) بود. این کشتی در سال ۱۹۵۴ ساخته شد.